# Scusami
Scusami è un brano musicale composto da Biri, Walter Malgoni e Mario Perrone, presentato al Festival di Sanremo 1957, nel interpretazione di Tonina Torrielli in coppia con Gino Latilla.

## Il brano
Il brano venne inserito nell'Ep della Torrielli  dal titolo  La cosa più bella/Scusami/Intorno a te è sempre primavera/Il nostro sì, inoltre Gino Latilla ne incise un Ep 78 giri con il brano sanremese nel lato A Il Pericolo Numero Uno/Scusami/Un Filo Di Speranza/Finalmente/Sono Un Sognatore/Un Certo Sorriso/La Più Bella Canzone Del Mondo/Venezia Mia.
Il brano nella prima serata passò con 43 punti per entrambe le esibizioni arrivando alla terza posizione

## Cover
Due anni dopo la canzone venne incisa da Vittoria Mongardi in un flexy disc pubblicato dalla Nuova Enigmistica Tascabile (N 10003/NET 227). Per il mercato spagnolo uscì anche nella versione di Paola Orlandi in un 45 giri pubblicato dalla RCA (3-12058).

## Classifica Annuale[4]
| Classifica (1957) | Posizione | Artista   |
| ----------------- | --------- | --------- |
| Italia            | 52        | Latilla   |
| Italia            | 71        | Torrielli |